# 1-я горнострелковая бригада

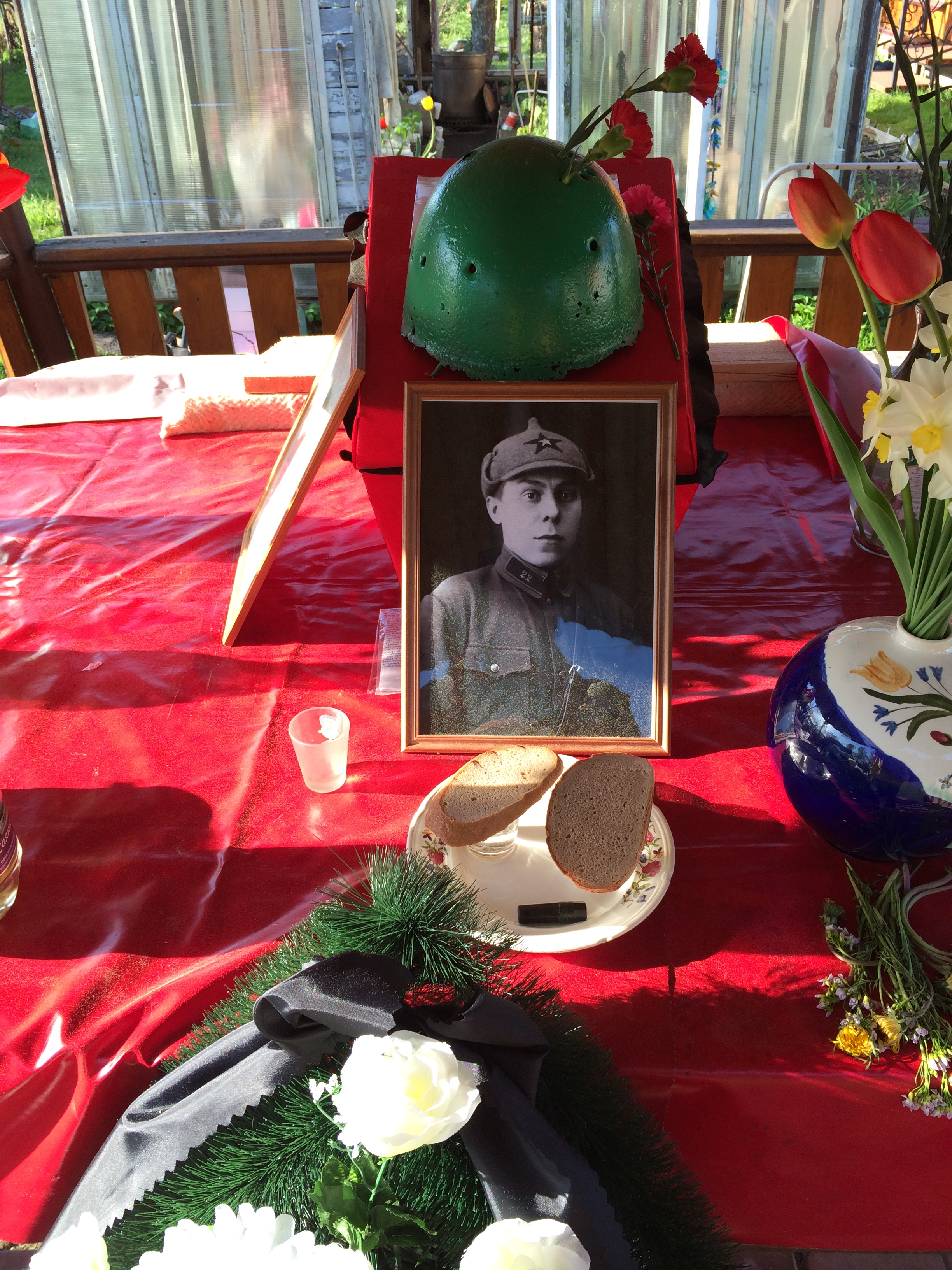
Боец 1ОГСБР Шевяков Пётр Павлович (пропал без вести), найден в мае 2014 года новгородским поисковым отрядом «Долина» на берегу реки Мшага, напротив деревни Костково. Предположительно погиб 10 августа 1941 года и служил в 3стр. б-оне.

1-я горнострелковая бригада — воинское соединение СССР в Великой Отечественной войне

## История

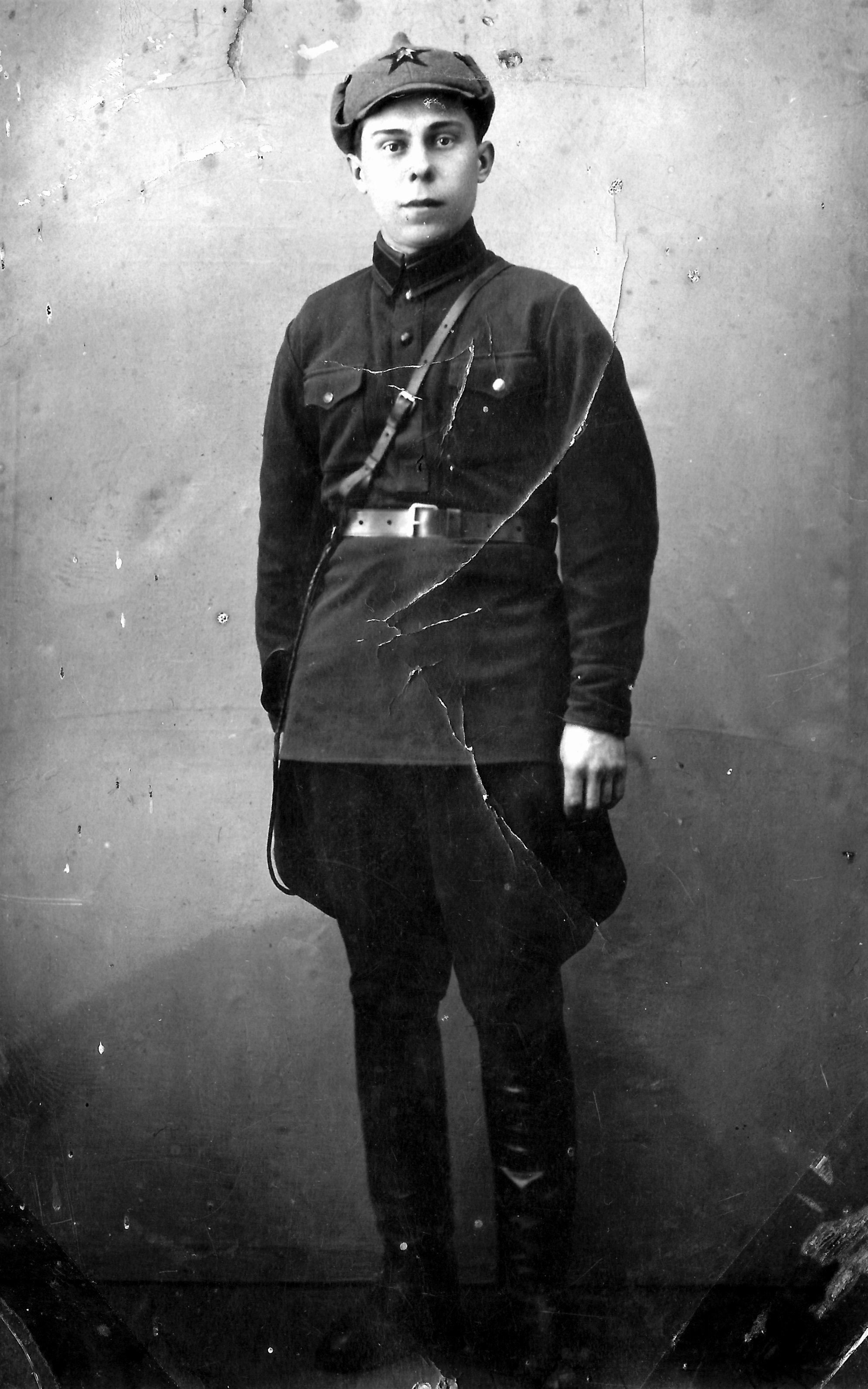
Боец 1 ОГСБР Шевяков Пётр Павлович, житель города Талдом. Призван 23.06.1941 года Талдомским РВК вместе со ста жителями города и Талдомского района в 1ОГСБР.

Формирование бригады начато в мае 1941 года в Ленинграде, в казармах в доме № 65 по проспекту Карла Маркса (с 04.10.1991 Большой Сампсониевский проспект). Бригада предназначалась для 14-й армии и действий в горных районах Кольского полуострова. Укомплектовывалась, в том числе, ленинградскими альпинистами.
Полное название по документам формирования — 1-я Отдельная Горно-Стрелковая Бригада (1ОГСБр)
Более 100 жителей города Талдом и Талдомский район в период с 22.06 — 28.06.1941 были призваны в эту часть. Более 90 % — пропали без вести в августе 1941 года.
В действующей армии с 7 июля 1941 года по 15 марта 1942 года.

4 июля 1941 года бригада была погружена в эшелоны, однако направлена в Новгород, затем далее, в район Шимска. На 6 июля 1941 года находилась в деревне Теребутицы на берегу Шелони и Мшага (река) (около 30 километров от Шимска) во втором эшелоне. Имела 4-батальонный состав. 

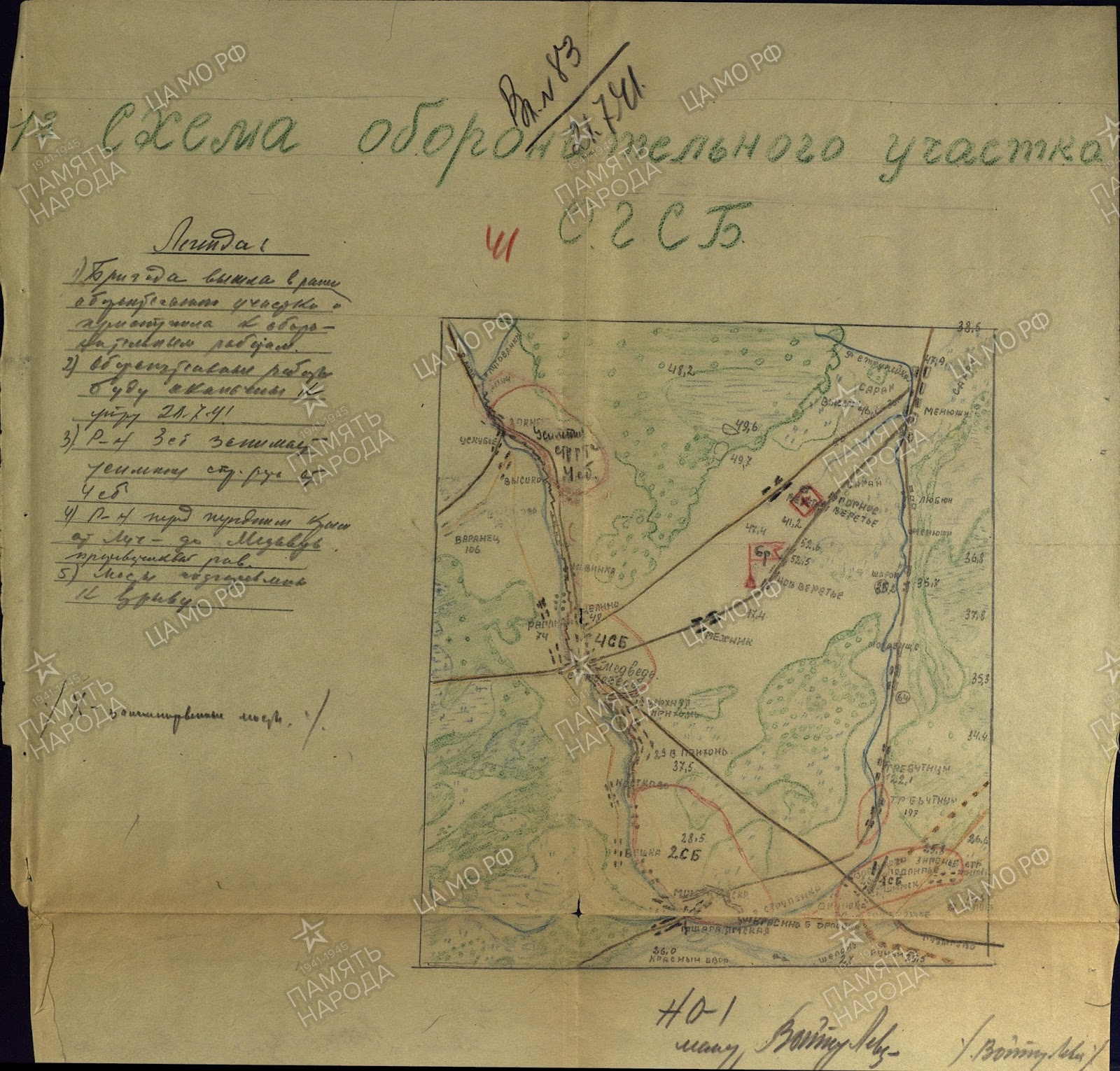
Схема развёртывания бригады по прибытии на фронт

Участвовала в контрударе под Сольцами наступая на город с востока. Дошла до взятых Сольцов, однако была развёрнута и вновь направилась к Шимску.
10 августа 1941 года немецкое наступление возобновилось. «Главный удар противник наносил по правому флангу на участке Костково, Вешка, Мшага Воскресенская. ГСБР оказывала упорное сопротивление противнику. К исходу дня на правом фланге ГСБр противнику силой до пехотного полка с танками (до роты) удалось прорвать фронт… 3 стрелковый батальон ГСБр из района Костково (иск) Мшага Восресенская отошёл на линию шоссе Медведь — Шимск. Перед фронтом действовали части 11 и 21 пехотных дивизий…В течение всего дня … авиация противника вела бомбардировку и штурмовала войска 48 армии на всю глубину от переднего края до Выдогощ. Бомбардировке подвергались не только боевые части но и штабы, тылы. С началом бомбардировки проволочная связь была нарушена….»
11 августа 1941 года «…вела бой с до двух пехотных полков с танками, к исходу дня была отброшена в лесной массив, что севернее Старый Шимск, где по приведении себя в порядок, заняла рубеж Бараки (8 км севернее Голино), Малиновка, фронтом на запад» (Журнал боевых действий СЗФ с 03.08-31.08 1941 стр. 17)
12 августа 1941 года "отброшена со своих позиций на северо-восток, потеряв соприкосновение с противником занимала Бараки (7 км восточнее Шарок) и оседлала Новгородское шоссе. Противник остановил своё движение на линии Шарок, Галино. (Журнал боевых действий СЗФ с 03.08-31.08 1941 стр. 22), затем начала отход по направлению к Новгороду через Свято-Юрьев монастырь. После заняла позиции у деревни Хутынь в районе Ленинградской слободки, перехватывая шоссе и дорогу на Колмово, на правом фланге Новгородской армейской оперативной группы.
В августе 1941 года ведёт бои под Новгородом, оборона бригады была прорвана, и бригада была вынуждена отступать по направлению к Любани, 16 августа 1941 года ведёт тяжёлый бой у посёлка Шапки.
25 августа 1941 года 12-я танковая дивизия выбила бригаду из Любани, 31 августа 1941 годаиз Мги силами 20-й моторизованной дивизии. В этот же день бригада принимает участие в контрударе на Мгу вместе с 1-й дивизией войск НКВД, ведёт бои за город до 7 сентября 1941 года и была вынуждена отступать далее, в район Погостье, Вороново. Под Вороново бригада ведёт бои вплоть до марта 1942 года. Воины бригады шутили, что из бригаду впору переименовывать из «горной» в «болотную».
15 марта 1942 года переформирована в 1-ю курсантскую стрелковую бригаду, далее (по документам 1944 года) 1-я отдельная стрелковая Тосненская бригада, впрочем бригаду долгое время продолжали называть, в том числе в мемуарах и документах горной.

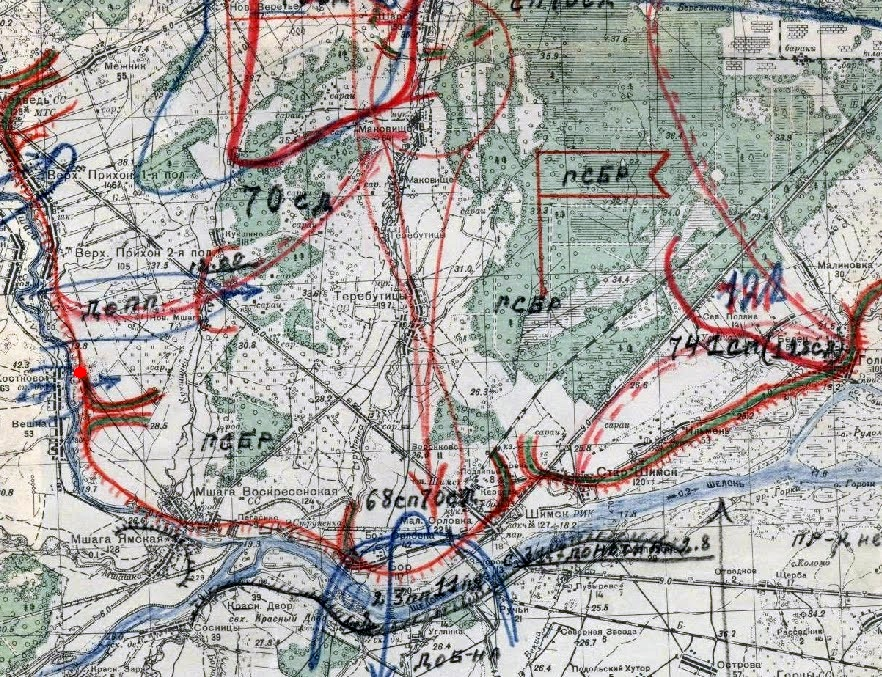
Карта боевых действий 1ОГСБР на участке фронта 10-11.08.1941

## Полное название
1-я отдельная горно-стрелковая бригада

## Подчинение
| Дата            | Фронт (округ)               | Армия                                     | Корпус | Примечания |
| --------------- | --------------------------- | ----------------------------------------- | ------ | ---------- |
| 22.06.1941 года | Ленинградский военный округ | -                                         | -      | -          |
| 01.07.1941 года | Северный фронт              | -                                         | -      | -          |
| 10.07.1941 года | Северо-Западный фронт       | -                                         | -      | -          |
| 01.08.1941 года | Северо-Западный фронт       | Новгородская армейская оперативная группа | -      | -          |
| 01.09.1941 года | Ленинградский фронт         | 48-я армия                                | -      | -          |
| 01.10.1941 года | Ленинградский фронт         | 54-я армия                                | -      | -          |
| 01.11.1941 года | Ленинградский фронт         | 54-я армия                                | -      | -          |
| 01.12.1941 года | Ленинградский фронт         | 54-я армия                                | -      | -          |
| 01.01.1942 года | Ленинградский фронт         | 54-я армия                                | -      | -          |
| 01.02.1942 года | Ленинградский фронт         | 8-я армия                                 | -      | -          |
| 01.03.1942 года | Ленинградский фронт         | 8-я армия                                 | -      | -          |

## Командиры
- Грибов, Иван Владимирович, полковник (июль 1941 — январь 1942)
- Угрюмов, Николай Степанович, полковник (15.02.1942 — 28.03.1942)
- Цыганков, Алексей Яковлевич, полковник (июль 1942 — декабрь 1943)
- Паршиков, Алексей Михайлович, подполковник (декабрь 1943 — апрель 1944)[1]